# The Dreaming (álbum)
The Dreaming es el cuarto álbum de estudio de la cantante inglesa Kate Bush, oficialmente lanzado en 1982 vía EMI Records. Grabado en el lapso de dos años, el álbum está íntegramente producido por Bush y es a menudo nombrado por la mayoría como su trabajo menos comercial y el más experimental. The Dreaming alcanzó la posición No.3 en las listas de álbumes de Reino Unido y ha sido certificado Platino por la BPI, aunque inicialmente vendió menos que sus predecesores y recibió críticas mixtas. Cinco sencillos fueron extraídos del álbum, de entre ellos el más exitoso "Sat In Your Lap" alcanzó la posición No.11 en el Reino Unido.
Las críticas hacia el álbum han mejorado significativamente en décadas recientes. Slant Magazine listó al álbum en la posición No.71 de su lista "Mejores Álbumes de los 80s". también ha sido incluido en el libro "1001 Álbumes que debes oir antes de morir", Mojo lo incluyó en su lista "Top 50 Álbumes Más Excéntricos de Todos Los Tiempos" La revista The Word en "Grandes Álbumes Infravalorados de Nuestro Tiempo". The Quietus lo llamó "un cambio valiente de dirección para una artista mainstream... sorprendentemente un clásico moderno".
Músicos como Steven Wilson, Björk y Big Boi han citado a The Dreaming como uno de sus álbumes favoritos.

## Grabación y composición
El tercer álbum de Bush ''Never for Ever'' había sido una coproducción entre ella y Jon Kelly. Para su cuarto álbum, Bush optó por producir el trabajo íntegramente por su cuenta. Gracias a esa libertad creativa pudo experimentar con diversas técnicas de producción, empleando una mezcla variada de estilos musicales. Haciendo así un uso extensivo del sintetizador digital Fairlight CMI, el cual había sido utilizado previamente en Never for Ever. Bush también colaboró con una gran variedad de ingenieros, incluyendo a Nick Launay, quién anteriormente había trabajado con artistas como Public Image Ltd y Phil Collins. Las grabaciones empezaron alrededor del lanzamiento de Never for Ever, con el primer demo de "Sat In Your Lap'', inspirado después de que Bush atendió un concierto de Stevie Wonder.
Según el crítico Simon Reynolds, "armada con el Fairlight y otras máquinas modernas, Bush empujó su existente maximalismo a otro nivel." En junio de 1981, el primer sencillo "Sat in Your Lap" fue lanzado oficialmente, el cual alcanzó la posición No.11 en el Reino Unido, sin embargo, desarrollar el resto del álbum fue un proceso lento ya que Bush sufrió bloqueo del escritor. Durante el verano de 1981, Bush trabajó en el álbum en los estudios Abbey Road y Odyssey. Trabajando junto a las bandas irlandesas Planxty y The Chieftains en Dublín. Luego de largos días de grabación, Bush decidió tomarse unas vacaciones del álbum a finales del año y continuar su trabajo los primeros meses de 1982 – añadiendo los toques finales durante enero y mayo de ese año esta vez en los estudios Advision.
The Dreaming ha sido caracterizado como un lanzamiento experimental. El álbum emplea instrumentos folk tales como mandolinas, gaitas irlandesas, y didyeridus, alternando distintos compases y texturas, percusiones polirrítmicas y sampleo. además de bucles vocales. Sus canciones toman inspiración de una gran variedad de fuentes, incluyendo antiguas películas de crímenes ("There Goes a Tenner"), un documental sobre la guerra de Vietnam ("Pull Out the Pin"), la situación de los aborígenes australianos ("The Dreaming"), la vida de Houdini ("Houdini") y la novela de Stephen King, El Resplandor ("Get Out of My House"). Otras canciones exploran asuntos más personales; "Sat In Your Lap" examina sentimientos de frustración existencial y la búsqueda del conocimiento, mientras que "Leave It Open" habla de la necesidad de reconocer y expresar el lado más oscuro de la personalidad de uno mismo. The Quietus sugiere que "Las narrativas disparatadas en The Dreaming frecuentemente parecen ser tropos hacia el descubrimiento de la autonomía artística de Bush y las ansiedades que la acompañan." Barry Walters de Pitchfork describió su sonido como más similar al post-punk experimental de bandas como Siouxsie, The Banshees y Public Image Ltd en comparación a sus trabajos anteriores.

## Lanzamiento y rendimiento comercial
El álbum fue finalmente lanzado en septiembre de 1982, después del segundo sencillo titulado "The Dreaming". A este sencillo no le fue bien, alcanzando un bajo número 48; pero al álbum sí le fue mejor, alcanzando el número 3 en el Reino Unido. Sin embargo, permaneció en la lista de éxitos durante sólo 10 semanas, convirtiéndose en el álbum más vendido de Bush, siendo certificado sólo como disco de plata.

"Lo principal que escuché fue 'no comercial'... el sello que la prensa, la compañía discográfica puso en él. "Pero que un disco no comercial llegue directamente al número 3 de las listas me parece irónico."
Kate Bush (1984)

En noviembre, el siguiente (y último) single, "There Goes a Tenner", fue lanzado en el Reino Unido. No llegó a la lista de éxitos - el único single de Bush que no entró en el top 100 del Reino Unido.[22] En Europa, "Suspended in Gaffa" fue lanzado en su lugar, que tuvo un mejor desempeño en la lista de éxitos. Más tarde, otro single, "Night of the Swallow" se lanzó en Irlanda en noviembre de 1983.
A pesar de las ventas relativamente mediocres del álbum en otros lugares, "The Dreaming" fue el primer álbum de Bush que hizo mella en el Top 200 de la cartelera de los Estados Unidos, en gran parte debido a la creciente influencia de la radio universitaria. Después de esto, un EP fue lanzado en 1983, que también se incluyó en las listas de éxitos. En 1984, su segundo álbum Lionheart fue lanzado tardíamente en los Estados Unidos.
Con el largo y costoso tiempo de estudio utilizado para completar el álbum, EMI Records se preocupó por el relativamente bajo rendimiento del álbum. Después de esto, Bush decidió construir su propio estudio donde pudiera pasar todo el tiempo que quisiera. Aunque su siguiente álbum fue otro proyecto de larga duración, le devolvió a Bush a la cima de las listas de éxitos.
La portada del álbum muestra una escena descrita en la letra de la canción "Houdini". En la foto que se muestra, Bush actúa como la esposa de Harry Houdini, Bess, con una llave en la boca, que ella está a punto de pasarle. La fotografía está hecha en sepia, con sólo la llave de oro y el maquillaje de ojos de Bush mostrando cualquier color. El hombre que la acompañaba en la fotografía de la portada era su bajista, ingeniero y entonces socio, Del Palmer.

## Recepción

### Respuesta inicial
Durante su lanzamiento, The Dreaming fue recibido por críticas mixtas. Muchos críticos se hallaban desconcertados por sus técnicas tan poco convencionales y por los densos paisajes sonoros que Bush había empleado. Neil Tennant ha descrito el álbum como "muy extraño. Evidentemente ella está intentando ser menos comercial." Colin Irwin de Melody Maker escribió que "inicialmente es bewildering y no un poco preposterous, pero intentar colgar encima a través del torcido overkill y las #acceso históricas y hay mucha recompensa." Etiquete "Suspendido en Gaffa" el único "vaguely pista convencional" y pronosticó el álbum que falla en los gráficos. Crítico americano Robert Christgau escribió que "el revelation es el denso, reclamando música," llamándolo "el más impresionante Fripp/Gabriel-arte de estilo-álbum de rock del post-punk refulgence." Jon Young de Trouser la prensa lo llamó "un triunfo de ingenioso songwriting y rendimientos imprevisibles" pero advirtió que "su sensorial sobrecarga conducirá fuera el menos de dedicó."

### Legado
En una revisión más tardía AllMusic llamó a The Dreaming "una pieza teatral y abstracta" así como "un predecesor brillante a la belleza encantadora de Hounds of love". The Quietus lo llamó "un cambio valiente de dirección para una artista mainstream... sorprendentemente un clásico moderno" En 2014, el crítico Simon Reynolds llamó a The Dreaming ''una pieza sin restricciones... y una delirante experiencia revuelve-mentes". La misma Bush se refiere a The Dreaming como su "me he vuelto loca" album y agregó que no era particularmente comercial. Más tarde revisitando el álbum dijo que estaba sorprendida por el sonido, diciendo que era un trabajo bastante enfadado.
En años recientes, músicos como Björk y Big Boi citaron a The Dreaming como uno de sus álbumes favoritos de todos los tiempos.

## Lista de canciones
Todas las canciones escritas y producidas por Kate Bush.
Lado A.

| Side one |                       |          |  |
| N.º      | Título                | Duración |  |
| 1.       | «Sat in Your Lap»     | 3:29     |  |
| 2.       | «There Goes a Tenner» | 3:24     |  |
| 3.       | «Pull Out the Pin»    | 5:26     |  |
| 4.       | «Suspended in Gaffa»  | 3:54     |  |
| 5.       | «Leave It Open»       | 3:20     |  |

Lado B.

| Side two |                        |          |  |
| N.º      | Título                 | Duración |  |
| 6.       | «The Dreaming»         | 4:41     |  |
| 7.       | «Night of the Swallow» | 5:22     |  |
| 8.       | «All the Love»         | 4:29     |  |
| 9.       | «Houdini»              | 3:48     |  |
| 10.      | «Get Out of My House»  | 5:25     |  |

## Personal
- Kate Bush – vocals, piano (exc. 4), programación, tambores electrónicos, Fairlight CMI sintetizador (1, 2, 5–10), Yamaha CS-80 (2), cuerdas (4)
- Paddy Bush – palos (1), mandolins y cuerdas (4), bullroarer (6)
- Geoff Downes – Fairlight CMI sección de trompeta (1)
- Jimmy Bain – guitarra de bajos (1, 5, 10)
- Del Palmer – guitarra de bajos (2, 4, 8), fretless y 8 graves de cuerda (7)
- Preston Heyman, tambores (1, 3, 5, 10), palos (1)
- Stuart Elliott – tambores (2, 4, 6–9), palos (4), percusión (8)
- Dave Lawson – Synclavier (2, 4)
- Brian Baño – guitarra eléctrica (3)
- Danny Thompson - graves de cuerda (3)
- Ian Bairnson – guitarra acústica (5)
- Alan Murphy – guitarra eléctrica (5, 10)
- Rolf Harris – didgeridoo (6)
- Liam O'Flynn – pito de penique y uilleann tubos (7)
- Seán Keane – fiddle (7)
- Dónal Lunny – bouzouki (7)
- Eberhard Weber – Contrabajo (9)

Otras voces
- Paddy Bush, Ian Bairnson, Stewart Arnold y Gary Hurst – respaldando vocals (1)
- Paddy Bush – respaldando vocals (6, 10)
- David Gilmour – respaldando vocals (3)
- Percy Edwards – animales (6)
- Gosfield Goers – Multitud (6)
- Richard Thornton – choirboy (8)
- Gordon Farrell – "Houdini" (9)
- Del Palmer – "Rosabel Cree" (9)
- Paul Hardiman – "Eeyore" (10)
- Esmail Sheikh – Charla de tambor (10)

Técnico
- Kate Bush – productor
- Paul Hardiman – grabando ingeniero en Advision y Estudios de Odisea, todas las mezclas en Advision Estudios
- Teri Reed, David Taylor – ingenieros de ayudante
- David Taylor – mezclando ayudante
- Haydn Bendall – Ingeniero en Estudios de Carretera de la Abadía
- Danny Dawson y John Barrett – ingenieros de ayudante
- Hugh Padgham y Nick Launay – ingeniero en Townhouse Estudios
- George Cuartos, Howard Gris y Nick Cocinero – ingenieros de ayudante
- Peter Wooliscroft – digital editando
- Ian Cooper – mastering ingeniero

## También ver
- Kate Bush
- Never for ever
- The Kick Inside